# Drăgoiești-Luncă, Alba
Drăgoiești-Luncă este un sat în comuna Vidra din județul Alba, Transilvania, România. La recensământul din 2002 avea o populație de 96 locuitori.